# 鎌倉千秋
鎌倉 千秋（かまくら ちあき、1978年（昭和53年）11月30日 - ）は、NHKのチーフアナウンサー。
世界各地の国や地域26カ所を現地取材するなど、中国語と英語に堪能な”国際派アナウンサー”。

## 来歴
日本人の父と台湾出身の母の間に生まれる。
静岡県焼津市で育つ。静岡雙葉高等学校、慶應義塾大学総合政策学部卒業、台湾大学国家発展研究所修了。
2001年にNHK入局。
- 最初はNHK沖縄放送局で勤務。
- 2004年4月に東京アナウンス室に配属され『NHKニュース10』リポーターを務める。以後、『地球アゴラ』・『あなたの街で夢コンサート』・『ABU未来への航海』・『SAVE THE FUTURE』などの番組を担当。『探検ロマン世界遺産』では兵馬俑、殷墟、麗江、武夷山などの中華人民共和国の世界遺産を多く現地取材した。
- 「2007年日中文化体育交流年」では、人民大会堂で中国中央電視台のアナウンサー朱迅（しゅじん）（かつて日本でタレントとしても活躍）と、グランドフィナーレ・コンサートの共同代表司会を務めた。
- 2009年に北京の中国伝媒大学に留学[4]。
- 2009年5月、『四川大地震から1年～被災地の人々は今～』では現地を取材しレポートを行った。同年夏から中国総局付となり、現地で放送研修を受けた[7]（アナウンサー初）。研修中、上海国際チャンネルの「中日之橋」にゲスト司会者として出演した。
- 2010年の上海万博では、NHKの開幕番組（総合、生放送）で司会を務めた。帰国後の2011年2月には、中国中央電視台の春節特別番組『行走唐人街』にゲストで生出演するなど、日本人アナウンサーとしてはめずらしく日中メディアをまたにかける働きをみせた[8]。
- 2011年から国際報道番組BS1『ワールドWaveトゥナイト』（平日夜10時～10時50分、現在の『国際報道2020』の前身にあたる）のキャスターを3年間務める。
- 2012年、第18回中国共産党大会を北京から中継特集する。
- 2014年からは、NHK総合『NEWS WEB』（平日 23時30分 - 24時）のキャスターに就任。
- 2015年、中華民国の元総統李登輝が訪日した際のNHK単独インタビューを担当[9]。
- 2016年より台湾大学国家発展研究所在籍[10]。
- 2016年からは国谷裕子（くにやひろこ）が長年キャスターを務めてきた『クローズアップ現代』の後継番組『クローズアップ現代＋』（月 - 木：22時 - 22時25分）のキャスターに就任。
- 2017年、5年ぶりに第19回中国共産党大会（5年に1度開催）を北京市から中継特集した。
- 2018年、ウィーン・フィルハーモニー管弦楽団の『ウィーン・フィル ニューイヤーコンサート2018』司会。
- 2019年『ザルツブルク音楽祭』を現地から生中継。
- 2019年6月 カンボジア・シアヌークビルにてビルの崩落事故を現地で取材、『激動の世界をゆく　東南アジア　揺らぐ“民主主義”（後編）』「～カンボジア・経済発展の影で」[11]で放送。
- 2019年11月 『激動の世界をゆく』「巨龍・中国と向き合う～香港・台湾　迫られる選択～＜前編＞」[12]で、香港区議会議員選挙を現地取材中、催涙弾に遭う。同番組＜後編＞では台湾総統選挙を取材[13]。
- 2021年10月 言論NPO主催『第17回東京ー北京フォーラム』「メディア分科会」にNHKチーフアナウンサーの肩書でパネリスト参加。[14]
- 2021年11月 東ティモール民主共和国初代大統領シャナナ・グスマン氏をインタビューし、『国際報道2021』（2021年11月5日）に放送。
- 2022年秋、台湾に留学する為活動休止をする。
- 2023年夏、台湾大学国家発展研究所を修了（M.A.）。
- 2024年春、中国に留学する為活動休止をする。

## エピソード
- トリリンガル・アナウンサーとして[15]日本語・英語・中国語を駆使した報道の現場で活動している[16]が、幼いころから中国語を母語としてペラペラ話していたわけでもないし、いわゆる帰国子女でもない。だが育った環境からか言葉に強い関心があり[17]、慶応の平高史也ゼミでは多言語社会・多言語教育の研究に励んだ。（近年では同教授との共同執筆論文もある）[18]。大学で第二外国語として中国語を選択し、その時初めて中国語の勉強を本格的に始めた[4][19]。そして2009年に北京の中国伝媒大学に留学した。
- テレビ朝日アスクの第1期卒業生。同期に村上祐子、河野明子（共に元テレビ朝日）、堀潤（元NHK）[20][21]。
- 2001年のNHK入局前に、慶應義塾大学の同窓生と結婚したが、夫の希望で戸籍の筆頭者を妻にしたため、結婚後も鎌倉姓のままである[22]。

## 過去の出演番組
- ハイビジョンスペシャル「地球と出会う  体感！エコツアー　フィヨルドの神秘～ニュージーランド～」（2002年8月5日）エコツアーに参加・ナレーション
- 「太陽カンカンワイド」（沖縄県ローカル：2003年4月 - 2004年3月）キャスター
- NHKニュース10（2004年4月 - 2006年3月）フィールドキャスター
- プライスの謎（2006年）中島知子と共に司会
- 生中継 フランス秋色散歩（BShi、2007年10月6日 - 13日）岸恵子、田崎真也、玉村豊男と共演
- あなたが主役 音楽のある街で（BS2、- 2007年3月29日）柳家花緑と司会
- BS鉄道ファン倶楽部（BS2、2007年4月）司会
- 地球アゴラ 司会（BS1、2008年度）住吉美紀と週交替で司会
- あなたの街で夢コンサート 司会（BS2、2008年度）渡辺徹と司会
- 探検ロマン世界遺産（2006年 - 2008年）リポーター
- NHK週刊ニュース（2006年8月12日、2008年10月4日）山本美希の代理キャスター
- NHK地球エコ SAVE THE FUTURE　藤原紀香、氷川きよしと共演
- ニュースウオッチ9　キャスター（2009年8月10日 - 21日）青山祐子の代理
- 生中継これが上海万博だ！史上最大の祭典開幕　司会
- NHK上海スピード（大阪、2010年）リポーター
- かんさい特集「ルソンの壺スペシャル 上海万博で中国市場をねらえ!」（2010年5月21日放送、上海万博会場で取材）
- 上海万博ジャパンデースペシャルコンサート （2010年7月4日放送）司会
- 「検索deゴー!とっておき世界遺産 」（2010年10月8日）司会　ピエール瀧と共演
- 第77回NHK全国学校音楽コンクール（教育、2010年10月9日 - 11日）司会　パックン、森下千里と共演
- 第37回日本賞授賞式「輝け! 教育コンテンツ世界一」（2010年10月31日）司会
- 2010年広州アジア大会（2010年11月12日 - 17日） スタジオ・キャスター
- NHKスペシャル  緊急報告  東北関東大震災（2011年3月13日）  キャスター、鎌田靖解説委員
- NHKスペシャル「日中外交はこうしてはじまった」（2012年9月30日）
- NHK BSニュース（2013.7.21の夜間、第23回参議院議員通常選挙報道中心）
- ワールドWaveトゥナイト　メインキャスター（2011年4月 - 2014年3月）[23]
- 完全生中継　英国ロイヤルウエディング（BS1、2011年4月29日）ロンドン特設スタジオで司会進行
- NEWS WEB　メインキャスター（2014年4月 - 2016年3月）
- NHKスペシャル 「未解決事件 追跡プロジェクト」（2015年3月22日、同年12月13日）草彅剛と司会
- インタビューここから 「一青窈 ハナミズキ 百年の願い」（2015年9月22日）インタビュアー
- とことん知りたい！ノーベル賞（2015年12月12日）司会
- リアルタイム科学解説番組 コリドール・ラボ!!（BS1、2016年3月21日）司会　井森美幸、ダイアモンド✡ユカイ、岡井千聖
- クローズアップ現代+（2016年4月 - 2019年3月14日）キャスター
- 一本の道「“歩く旅”の原点をゆく～イギリス・ピークディストリクト国立公園」（BSプレミアム、2016年10月26日）旅人・ナレーション
- 開眼ラボ!!（BS1、2017年3月21日）司会　井森美幸、高橋英樹、高山一実（当時乃木坂46）
- スーパープレミアム 「古代エジプト 3人の女王のミステリー」（BSプレミアム、2017年11月25日）司会　西島秀俊、松嶋菜々子ほか共演
- ウィーンフィル・ニューイヤーコンサート（Eテレ、2018年1月1日）司会
- 大人のアクティブ・ラーニング  人生相談ラボ！（BS1、2018年5月27日）司会　井森美幸、有野晋哉、東貴博
- ボキャブライダーSP  高校生対抗！夏の英単語選手権2018（Eテレ、2018年8月27日）司会　寺脇康文、浜辺美波
- 「佐渡裕の音楽酒場『マエストロ』」（FM、2019年5月3日）バーのマスター役 西田敏行、佐渡裕と共演
- NHKスペシャル 激震 コロナショック～経済危機は回避できるか～（2020年3月28日）司会 有馬嘉男
- NHKスペシャル 新型コロナウイルス   ビッグデータで闘う（2020年5月17日）司会 高瀬耕造
- BS1スペシャル パンデミックは収束するのか  ～世界の専門家が大激論～（BS1、2020年5月17日）司会  利根川真也
- NHKスペシャル 苦境の世界経済 日本再建の道は ウィズ・コロナをどう生き抜く（2020年5月24日）司会 有馬嘉男
- NHKスペシャル 混迷のアメリカ   ～コロナ時代 世界で何が起きているのか～（2020年6月13日）司会 武田真一
- BS1スペシャル「コロナ危機 未来の選択」 （2020年8月10日～4夜連続）インタビュアー ①ジャレド・ダイアモンド ②ナオミ・クライン ③マリアナ・マッツカート ④エマニュエル・トッド
- 「音楽で心をひとつに～Music for Tomorrow～」（2021年3月27日）司会　渡辺謙、スティング、レディー・ガガ、JUJU、平原綾香、大江千里、渡辺貞夫ほか共演
- NHKスペシャル　「新型コロナ　市民と専門家の緊急対話」（2021年9月19日）司会[24]
- 週刊まるわかりニュース（総合・BS4K同時放送、2020年4月4日 - 2022年8月28日）リポーター
- これって攻めすぎ!?世界旅行（2022年7月 - 2023年1月22日）ナレーション
- 中国語ニュース（キャスター）

## 同期の女性アナウンサー
- 北郷三穂子（青森→仙台→東京アナウンス室→神戸→大阪→神戸→大阪）
- 森山春香（富山→名古屋→東京アナウンス室→名古屋→岐阜）